# جرغه (مقاطعة فسا)
جرغه (بالفارسية: جرغه) هي قرية تقع في قسم قره‌بلاغ الريفي في إيران. يقدر عدد سكانها بـ 2,057 نسمة .